# ريل كليمايت
ريل كليمايت (بالإنجليزية: RealClimate)‏ ترجمته الحرفية (المناخ الواقعي -غير الزائف-) هو موقع إنترنت تعليقي (مدونة) يهتم بعلم المناخ وقضاياه المختلفة، أنشأه مجموعة من علماء المناخ لفائدة الصحفيين ولعامة الشعب. غايته تقديم معلومات سريعة عن أخبار المناخ، وقضاياه المخفية أحيانا في باقي المواقع. ينحصر النقاش في المدونة في المجالات العلمية دون التعرض للمواضيع السياسية أو الاقتصادية.
تستضيف المدونة شركة خدمات الوسائط المتعددة للبيئة الغير ربحية، ومع ذلك لا تفرض الشركة المستضيفة أي رقابة على محتوى المدونة. كما أن مساهمات العلماء في المدونة ليس لها مقابل.